# Isola Korga (mare di Barents)
L'isola Korga (in russo остров Корга, ostrov Korga) è un'isola russa, bagnata dal mare di Barents.
Amministrativamente fa parte del Zapoljarnyj rajon, del circondario autonomo dei Nenec, nel Circondario federale nordoccidentale.

## Geografia
L'isola è situata lungo la costa nordorientale della penisola di Kanin, nella parte centro-meridionale del mare di Barents. Dista dalla terraferma, nel punto più vicino, circa 4,5 km.
Korga è un'isola dalla forma stretta e allungata, leggermente arcuata al centro, orientata in direzione nordovest-sudest. Si trova a nordest della foce della Vostočnaja Kambal'nica (река Восточная Камбальница), breve corso d'acqua creato dall'unione della Pesčanaja (река Песчаная) con diversi affluenti, e a sudovest di capo Lajdennyj (мыс Лайденный).

Misura circa 5,2 km di lunghezza e 800 m di larghezza massima. Lungo la costa settentrionale, raggiunge l'altezza massima di 15 m s.l.m.

L'isola non è altro che una lunga lingua di sabbia (kosa, in russo), circondata da banchi marini. L'estremità occidentale si biforca in due sottili strisce di terra che formano una piccola baia. Al centro, l'isola è punteggiata di piccoli laghi.
 
A nord della zona dei laghi si trova un faro.

## Isole adiacenti
Nelle vicinanze di Korga si trovano:
- Un gruppo di isole senza nome si trova 1,1 km a nordovest di Korga e 3,1 km a sudest di capo Lajdennyj; è formato da 5 lingue di sabbia, la maggiore delle quali si allunga al centro del gruppo per circa 3,5 km ed ha una larghezza massima di 200 m. (68°24′48.5″N 46°03′30″E)
- Le Kambal'nickie Koški (Камбальницкие Кошки), 2,8 km a sudest di Korga, sono un altro gruppo di lingue di sabbia, formato da 3 isole principali e 7 isolotti. (68°21′10″N 46°16′56″E)